# Bradycassis matogrossoensis
Bradycassis matogrossoensis is een keversoort uit de familie bladkevers (Chrysomelidae). De wetenschappelijke naam van de soort werd in 1996 gepubliceerd door Swietojanska & Borowiec.